# NGC 4843
NGC 4843 ist eine 13,1 mag helle Linsenförmige Galaxie vom Hubble-Typ S0/a im Sternbild Jungfrau an der Ekliptik. Sie ist schätzungsweise 216 Millionen Lichtjahre von der Milchstraße entfernt und hat einen Durchmesser von etwa 135.000 Lichtjahren. 
Das Objekt wurde am 11. März 1787 von Wilhelm Herschel mit einem 18,7–Zoll–Spiegelteleskop entdeckt, der sie dabei mit „vF, E, easily resolvable“ beschrieb.